# Hyposoter inquinatus
Hyposoter inquinatus är en stekelart som först beskrevs av Holmgren 1860.  Hyposoter inquinatus ingår i släktet Hyposoter och familjen brokparasitsteklar. Arten är reproducerande i Sverige. Inga underarter finns listade i Catalogue of Life.